# Паскагула (Міссісіпі)
Паскагула (англ. Pascagoula) — місто (англ. city) в США, в окрузі Джексон штату Міссісіпі. Розташоване на березі Мексиканської затоки та утворює єдину прибережну агломерацію з містами Галфпорт та Білоксі. Місто є портом, центром кораблебудування та важливим туристично-рекреаційним місцем. У місті розміщуються казино. Населення — 22 010 осіб (2020).

## Історія
Першим європейцем, що ступив на територію майбутнього міста, був Ернандо де Сото, потім територія перейшла під управління Нової Франції, а столиця регіону розташовувалася в сусідньому Білоксі, заснованому в 1699 році. На початку XIX століття місто переходить під юрисдикцію США. Бурхливе зростання населення почалося лише наприкінці 80-х років XX століття, а до початку 40-х років це було лише невелике рибальське селище з 5 тис. мешканців.
Після урагану Катріна місто і його інфраструктура піддалися сильному руйнуванню і не були відновлені цілком.

## Географія
Паскагула розташована за координатами 30°21′36″ пн. ш. 88°33′23″ зх. д. / 30.36000° пн. ш. 88.55639° зх. д. (30.360067, -88.556327). За даними Бюро перепису населення США в 2010 році місто мало площу 63,48 км², з яких 39,83 км² — суходіл та 23,65 км² — водойми.

## Демографія
Згідно з переписом 2010 року, у місті мешкали 22 392 особи в 8481 домогосподарстві у складі 5612 родин. Густота населення становила 353 особи/км². Було 10224 помешкання (161/км²).
Расовий склад населення:
| - 58,8 % — білих - 32,7 % — чорних або афроамериканців - 1,0 % — азіатів - 0,3 % — корінних американців - 0,1 % — вихідців з тихоокеанських островів - 5,4 % — осіб інших рас |

До двох чи більше рас належало 1,7 %. Частка іспаномовних становила 11,0 % від усіх жителів.
За віковим діапазоном населення розподілялося таким чином: 25,9 % — особи молодші 18 років, 62,1 % — особи у віці 18—64 років, 12,0 % — особи у віці 65 років та старші. Медіана віку мешканця становила 34,9 року. На 100 осіб жіночої статі у місті припадало 99,8 чоловіків; на 100 жінок у віці від 18 років та старших — 98,3 чоловіків також старших 18 років.
Середній дохід на одне домашнє господарство становив 52 662 долари США (медіана — 36 797), а середній дохід на одну сім'ю — 63 298 доларів (медіана — 46 825). Медіана доходів становила 46 377 доларів для чоловіків та 29 128 доларів для жінок. За межею бідності перебувало 27,2 % осіб, у тому числі 44,6 % дітей у віці до 18 років та 8,5 % осіб у віці 65 років та старших.
Цивільне працевлаштоване населення становило 9041 осіб. Основні галузі зайнятості: виробництво — 24,1 %, освіта, охорона здоров'я та соціальна допомога — 17,9 %, роздрібна торгівля — 14,0 %, мистецтво, розваги та відпочинок — 10,3 %.

## Економіка
У Паскагулі розташована одна з найбільших суднобудівних компаній США та найбільша приватна компанія в штаті Міссісіпі— Ingalls Shipbuilding. На верфі компанії працює 10 900 робітників і службовців.